# فهرست افراد مصری ترک‌تبار
فهرست افراد مصری ترک‌تبار (انگلیسی: List of Egyptian people of Turkish descent.؛در زیر فهرستی از چهره‌های برجسته مصری با اصالت ترک آمده است.

## فهرست
- عبدالناصر عبدالفتاح
- عباس حلمی دوم
- امین معلوف
- قاسم امین
- لیلا احمد
- اسماعیل پاشا
- توفیق‌پاشا
- صفیه زغلول
- روز الیوسف
- عدلی یکن پاشا
- احمد بن طولون
- احمد تیمور
- زین‌الشرف طلال
- محمد شریف پاشا
- احمد زکی ابو شادی
- عبدالخالق ثروت پاشا
- محمد توفیق نسیم پاشا
- حافظ ابراهیم
- خالد اسلامبولی
- حسین بیکار